# 13058 Alfredstevens
13058 Alfredstevens eller 1990 WN3 är en asteroid i huvudbältet som upptäcktes den 19 november 1990 av den belgiske astronomen Eric W. Elst vid La Silla-observatoriet. Den är uppkallad efter den belgiske målaren Alfred Stevens.
Asteroiden har en diameter på ungefär 3 kilometer och den tillhör asteroidgruppen Vesta.